# Grand Prix de Plouay féminin 2023
La 25e édition du Grand Prix de Plouay féminin 2023, officiellement Classic Lorient Agglomération - Trophée Ceratizit, est une course cycliste qui a lieu le 2 septembre 2023 en Bretagne. Elle fait partie de l'UCI World Tour féminin. Elle a lieu la veille de l'épreuve masculine. Elle est remportée par la Néerlandaise Mischa Bredewold.

## Équipes
| UCI Women's WorldTeams (15)- Canyon-SRAM Racing - Team DSM-Firmenich - EF Education-TIBCO-SVB - FDJ-Suez - Fenix-Deceuninck - Human Powered Health - Israel-Premier Tech Roland - Team Jumbo-Visma - Liv Racing TeqFind - Movistar Team - Team Jayco AlUla - SD Worx - Lidl-Trek - UAE Team ADQ - Uno-X Pro Cycling Team Équipes féminines continentales (9)- AG Insurance - Soudal Quick-Step Team - Arkéa Women - Awol O'Shea - Ceratizit-WNT Pro Cycling - Cofidis - Coop-Hitec Products - Laboral Kutxa-Fundacion Euskadi - St Michel-Mavic-Auber93 - Stade rochelais Charente-Maritime |
| |

## Parcours
Le parcours est similaire à l'année précédente, avec une partie en ligne de 130 km puis deux tours du circuit de Plouay, long de 11,7 km pour atteindre une distance totale de 159,6 km et un dénivelé de 2 286 m. 
Le circuit final comporte de 3 côtes : la bosse de Rostervel - 1,5 km à 4,5% ; la bosse du Lezot - 900 m à 5,3% et la bosse de Kerscoulic - 225 m à 8,9%.

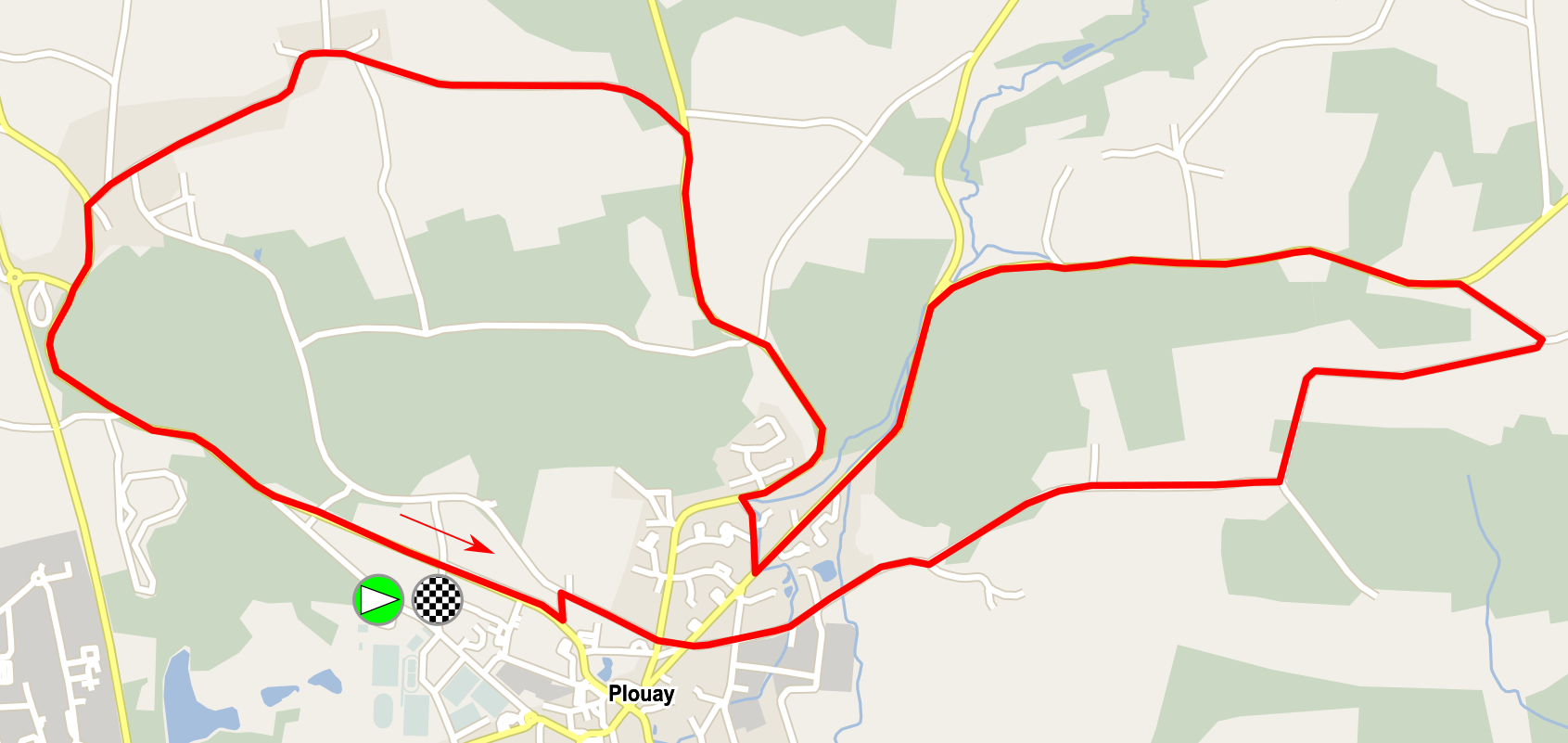
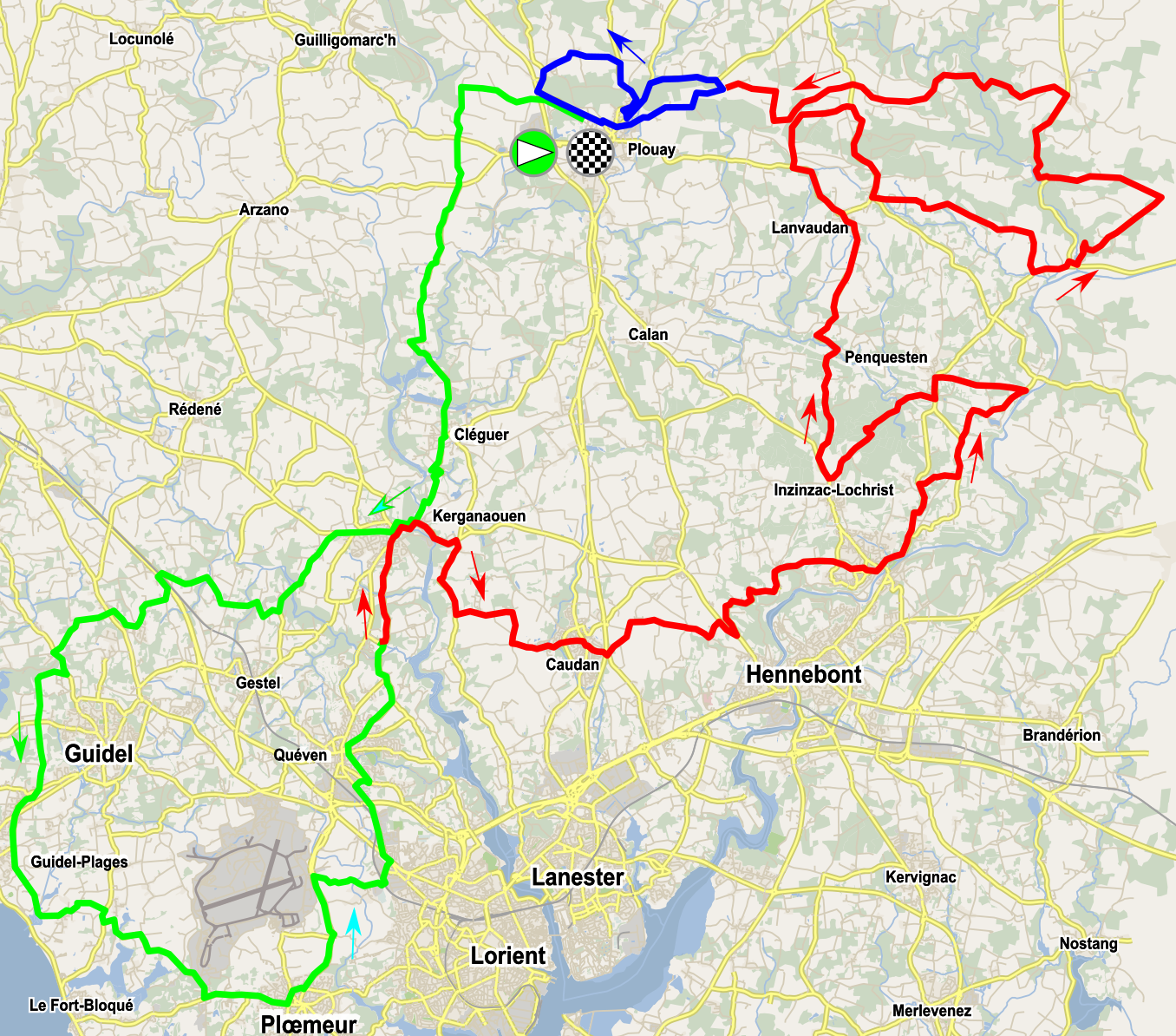

- - Circuit final, 11,7 km, parcouru 2 fois
- - Début de la course
  - Suite de la course
  - Circuit final, 11,7 km, parcouru 2 fois

## Récit de la course
La première échappée est composée de : Susanne Andersen, Karolina Kumięga, Franziska Brauße. Leur avance culmine à six minutes trente. Mané Brazo est distancée à mi-course. La formation Movistar réduit l'écart. Sur le circuit final, Andersen lâche Kumiega dans la côte de Rostervel, soit à douze kilomètres de la ligne. Derrière, les attaques se succèdent avec Pfeiffer Georgi, Mavi García, Audrey Cordon-Ragot, Mischa Bredewold et Amanda Spratt. Andersen est reprise aux dix kilomètres. Liane Lippert contre. Juliette Labous, Cédrine Kerbaol, Pfeiffer Georgi ou Ashleigh Moolman-Pasio tentent de revenir sur l'Allemande, mais sans succès. Cette dernière n'est reprise qu'à quatre kilomètres du but. Marlen Reusser accélère ensuite. Elle est marquée par Elise Chabbey et Elisa Balsamo. Moolman-Pasio sort ensuite mais Amber Kraak est vigilante. Reusser tente de nouveau, mais cette fois Soraya Paladin la reprend. Mischa Bredewold gagne le sprint devant Marta Lach.

## Classements

### Classement final
| \| Classement général \| Classement général \| Classement général \| Classement général \| Classement général \| \| Coureuse \| Coureuse \| Pays \| Équipe \| Temps \| \| ------------------ \| ----------------------- \| ------------------ \| -------------------------- \| ------------------ \| \| 1re \| Mischa Bredewold \| Pays-Bas \| SD Worx \| 4 h 14 min 54 s \| \| 2e \| Marta Lach \| Pologne \| Ceratizit-WNT Pro Cycling \| + 0 s \| \| 3e \| Sofia Bertizzolo \| Italie \| UAE Team ADQ \| + 0 s \| \| 4e \| Ruby Roseman-Gannon \| Australie \| Team Jayco AlUla \| + 0 s \| \| 5e \| Juliette Labous \| France \| Team dsm-firmenich \| + 0 s \| \| 6e \| Christina Schweinberger \| Autriche \| Fenix-Deceuninck \| + 0 s \| \| 7e \| Karlijn Swinkels \| Pays-Bas \| Team Jumbo-Visma \| + 0 s \| \| 8e \| Églantine Rayer \| France \| Team dsm-firmenich \| + 0 s \| \| 9e \| Claire Steels \| Royaume-Uni \| Israel-Premier Tech Roland \| + 0 s \| \| 10e \| Elise Chabbey \| Suisse \| Canyon-SRAM Racing \| + 0 s \| |                         |             |                            |                 |
| |                         |             |                            |                 |
| |                         |             |                            |                 |
| Classement général |                         |             |                            |                 |
| Coureuse | Coureuse                | Pays        | Équipe                     | Temps           |
| 1re | Mischa Bredewold        | Pays-Bas    | SD Worx                    | 4 h 14 min 54 s |
| 2e | Marta Lach              | Pologne     | Ceratizit-WNT Pro Cycling  | + 0 s           |
| 3e | Sofia Bertizzolo        | Italie      | UAE Team ADQ               | + 0 s           |
| 4e | Ruby Roseman-Gannon     | Australie   | Team Jayco AlUla           | + 0 s           |
| 5e | Juliette Labous         | France      | Team dsm-firmenich         | + 0 s           |
| 6e | Christina Schweinberger | Autriche    | Fenix-Deceuninck           | + 0 s           |
| 7e | Karlijn Swinkels        | Pays-Bas    | Team Jumbo-Visma           | + 0 s           |
| 8e | Églantine Rayer         | France      | Team dsm-firmenich         | + 0 s           |
| 9e | Claire Steels           | Royaume-Uni | Israel-Premier Tech Roland | + 0 s           |
| 10e | Elise Chabbey           | Suisse      | Canyon-SRAM Racing         | + 0 s           |

### UCI World Tour

#### Points attribués
| Position           | 1er | 2e  | 3e  | 4e  | 5e  | 6e  | 7e  | 8e  | 9e | 10e | 11e | 12e | 13e | 14e | 15e | 16e à 20e | 21e à 30e | 31e à 40e |
| Classement général | 400 | 320 | 260 | 220 | 180 | 140 | 120 | 100 | 80 | 68  | 56  | 48  | 40  | 32  | 28  | 24        | 16        | 8         |

| Classement par points | Classement par points | Classement par points | Classement par points | Classement par points |
| Coureuse              | Coureuse              | Pays                  | Équipe                | Points                |
| --------------------- | --------------------- | --------------------- | --------------------- | --------------------- |
| 1re                   | Demi Vollering        | Pays-Bas              | SD Worx               | 4377.86 pts           |
| 2e                    | Annemiek van Vleuten  | Pays-Bas              | Movistar Team         | 2759.57 pts           |
| 3e                    | Marlen Reusser        | Suisse                | SD Worx               | 2212.86 pts           |
| 4e                    | Lotte Kopecky         | Belgique              | SD Worx               | 2151 pts              |
| 5e                    | Katarzyna Niewiadoma  | Pologne               | Canyon-SRAM Racing    | 1739.71 pts           |
| 6e                    | Lorena Wiebes         | Pays-Bas              | SD Worx               | 1687 pts              |
| 7e                    | Elisa Longo Borghini  | Italie                | Lidl-Trek             | 1601 pts              |
| 8e                    | Gaia Realini          | Italie                | Lidl-Trek             | 1446.29 pts           |
| 9e                    | Liane Lippert         | Allemagne             | Movistar Team         | 1394.57 pts           |
| 10e                   | Cecilie Uttrup Ludwig | Danemark              | FDJ-Suez              | 1273 pts              |

| Classement par points | Classement par points | Classement par points | Classement par points | Classement par points |
| Coureuse              | Coureuse              | Pays                  | Équipe                | Points                |
| --------------------- | --------------------- | --------------------- | --------------------- | --------------------- |
| 1re                   | Demi Vollering        | Pays-Bas              | SD Worx               | 4377.86 pts           |
| 2e                    | Annemiek van Vleuten  | Pays-Bas              | Movistar Team         | 2759.57 pts           |
| 3e                    | Marlen Reusser        | Suisse                | SD Worx               | 2212.86 pts           |
| 4e                    | Lotte Kopecky         | Belgique              | SD Worx               | 2151 pts              |
| 5e                    | Katarzyna Niewiadoma  | Pologne               | Canyon-SRAM Racing    | 1739.71 pts           |
| 6e                    | Lorena Wiebes         | Pays-Bas              | SD Worx               | 1687 pts              |
| 7e                    | Elisa Longo Borghini  | Italie                | Lidl-Trek             | 1601 pts              |
| 8e                    | Gaia Realini          | Italie                | Lidl-Trek             | 1446.29 pts           |
| 9e                    | Liane Lippert         | Allemagne             | Movistar Team         | 1394.57 pts           |
| 10e                   | Cecilie Uttrup Ludwig | Danemark              | FDJ-Suez              | 1273 pts              |

| Classement du meilleur jeune | Classement du meilleur jeune | Classement du meilleur jeune | Classement du meilleur jeune | Classement du meilleur jeune |
| Coureuse                     | Coureuse                     | Pays                         | Équipe                       | Points                       |
| ---------------------------- | ---------------------------- | ---------------------------- | ---------------------------- | ---------------------------- |
| 1re                          | Shirin van Anrooij           | Pays-Bas                     | Lidl-Trek                    | 34 pts                       |
| 2e                           | Gaia Realini                 | Italie                       | Lidl-Trek                    | 32 pts                       |
| 3e                           | Maike van der Duin           | Pays-Bas                     | Canyon-SRAM Racing           | 22 pts                       |

| Classement du meilleur jeune | Classement du meilleur jeune | Classement du meilleur jeune | Classement du meilleur jeune | Classement du meilleur jeune |
| Coureuse                     | Coureuse                     | Pays                         | Équipe                       | Points                       |
| ---------------------------- | ---------------------------- | ---------------------------- | ---------------------------- | ---------------------------- |
| 1re                          | Shirin van Anrooij           | Pays-Bas                     | Lidl-Trek                    | 34 pts                       |
| 2e                           | Gaia Realini                 | Italie                       | Lidl-Trek                    | 32 pts                       |
| 3e                           | Maike van der Duin           | Pays-Bas                     | Canyon-SRAM Racing           | 22 pts                       |

| Classement par équipes aux points | Classement par équipes aux points | Classement par équipes aux points | Classement par équipes aux points |
| Équipe                            | Équipe                            | Pays                              | Points                            |
| --------------------------------- | --------------------------------- | --------------------------------- | --------------------------------- |
| 1re                               | SD Worx                           | Pays-Bas                          | 12130.02 pts                      |
| 2e                                | Lidl-Trek                         | États-Unis                        | 7291.74 pts                       |
| 3e                                | Canyon-SRAM Racing                | Allemagne                         | 7021.97 pts                       |
| 4e                                | Movistar Team                     | Espagne                           | 5336.99 pts                       |
| 5e                                | FDJ-Suez                          | France                            | 5095.99 pts                       |
| 6e                                | Team DSM-Firmenich                | Pays-Bas                          | 4750.98 pts                       |
| 7e                                | UAE Team ADQ                      | Émirats arabes unis               | 4564.98 pts                       |
| 8e                                | Team Jumbo-Visma                  | Pays-Bas                          | 3496.98 pts                       |
| 9e                                | Team Jayco AlUla                  | Australie                         | 2003.01 pts                       |
| 10e                               | Fenix-Deceuninck                  | Belgique                          | 1968 pts                          |

| Classement par équipes aux points | Classement par équipes aux points | Classement par équipes aux points | Classement par équipes aux points |
| Équipe                            | Équipe                            | Pays                              | Points                            |
| --------------------------------- | --------------------------------- | --------------------------------- | --------------------------------- |
| 1re                               | SD Worx                           | Pays-Bas                          | 12130.02 pts                      |
| 2e                                | Lidl-Trek                         | États-Unis                        | 7291.74 pts                       |
| 3e                                | Canyon-SRAM Racing                | Allemagne                         | 7021.97 pts                       |
| 4e                                | Movistar Team                     | Espagne                           | 5336.99 pts                       |
| 5e                                | FDJ-Suez                          | France                            | 5095.99 pts                       |
| 6e                                | Team DSM-Firmenich                | Pays-Bas                          | 4750.98 pts                       |
| 7e                                | UAE Team ADQ                      | Émirats arabes unis               | 4564.98 pts                       |
| 8e                                | Team Jumbo-Visma                  | Pays-Bas                          | 3496.98 pts                       |
| 9e                                | Team Jayco AlUla                  | Australie                         | 2003.01 pts                       |
| 10e                               | Fenix-Deceuninck                  | Belgique                          | 1968 pts                          |

## Liste des participantes
| Légende | Légende                                                                    | Légende | Légende                                                    |
| ------- | -------------------------------------------------------------------------- | ------- | ---------------------------------------------------------- |
| Num     | Dossard de départ porté par le coureur sur ce Grand Prix de Plouay         | Pos     | Position à l'arrivée de la course                          |
|         | Indique un maillot de champion national ou mondial, suivi de sa spécialité | NP      | Indique un coureur qui n'a pas pris le départ de la course |
| AB      | Indique un coureur qui n'a pas terminé la course                           | HD      | Indique un coureur qui a terminé la course hors des délais |

| Liv Racing TeqFind LIV | Liv Racing TeqFind LIV    | Liv Racing TeqFind LIV |
| ---------------------- | ------------------------- | ---------------------- |
| Num                    | Coureuse                  | Pos                    |
| 1                      | Mavi García (ESP) (route) | 14e                    |
| 2                      | Katia Ragusa (ITA)        | AB                     |
| 3                      | Quinty Ton (NED)          | 44e                    |
| 4                      | Tereza Neumanová (CZE)    | 57e                    |
| 6                      | Sabrina Stultiens (NED)   | 66e                    |

| UAE Team ADQ UAD | UAE Team ADQ UAD          | UAE Team ADQ UAD |
| ---------------- | ------------------------- | ---------------- |
| Num              | Coureuse                  | Pos              |
| 11               | Silvia Persico (ITA)      | 54e              |
| 12               | Eleonora Gasparrini (ITA) | AB               |
| 13               | Erica Magnaldi (ITA)      | 21e              |
| 14               | Sofia Bertizzolo (ITA)    | 3e               |
| 15               | Karolina Kumięga (POL)    | 53e              |
| 16               | Alena Amialiusik          | 41e              |

| Team Jumbo-Visma TJV | Team Jumbo-Visma TJV   | Team Jumbo-Visma TJV |
| -------------------- | ---------------------- | -------------------- |
| Num                  | Coureuse               | Pos                  |
| 21                   | Karlijn Swinkels (NED) | 7e                   |
| 22                   | Amber Kraak (NED)      | 20e                  |
| 23                   | Maud Oudeman (NED)     | 77e                  |
| 25                   | Kim Cadzow (NZL)       | 83e                  |

| FDJ-Suez FST | FDJ-Suez FST          | FDJ-Suez FST |
| ------------ | --------------------- | ------------ |
| Num          | Coureuse              | Pos          |
| 31           | Grace Brown (AUS)     | 71e          |
| 32           | Évita Muzic (FRA)     | 93e          |
| 33           | Loes Adegeest (NED)   | 16e          |
| 34           | Gladys Verhulst (FRA) | 85e          |
| 35           | Jade Wiel (FRA)       | 62e          |
| 36           | Marie Le Net (FRA)    | 50e          |

| Canyon-SRAM Racing CSR | Canyon-SRAM Racing CSR     | Canyon-SRAM Racing CSR |
| ---------------------- | -------------------------- | ---------------------- |
| Num                    | Coureuse                   | Pos                    |
| 42                     | Elise Chabbey (SUI)        | 10e                    |
| 43                     | Soraya Paladin (ITA)       | 28e                    |
| 44                     | Maike van der Duin (NED)   | 47e                    |
| 45                     | Pauliena Rooijakkers (NED) | 37e                    |
| 46                     | Sarah Roy (AUS)            | AB                     |

| Israel-Premier Tech Roland CGS | Israel-Premier Tech Roland CGS | Israel-Premier Tech Roland CGS |
| ------------------------------ | ------------------------------ | ------------------------------ |
| Num                            | Coureuse                       | Pos                            |
| 51                             | Tamara Dronova (route)         | 13e                            |
| 52                             | Claire Steels (GBR)            | 9e                             |
| 53                             | Elizabeth Stannard (AUS)       | 33e                            |
| 55                             | Alice Sharpe (IRL)             | 76e                            |
| 56                             | Mia Griffin (IRL)              | AB                             |

| SD Worx SDW | SD Worx SDW                     | SD Worx SDW |
| ----------- | ------------------------------- | ----------- |
| Num         | Coureuse                        | Pos         |
| 62          | Marlen Reusser (SUI) (route)    | 29e         |
| 63          | Mischa Bredewold (NED)          | 1re         |
| 64          | Christine Majerus (LUX) (route) | 68e         |
| 65          | Niamh Fisher-Black (NZL)        | 88e         |
| 66          | Elena Cecchini (ITA)            | 42e         |

| Team dsm-firmenich DSM | Team dsm-firmenich DSM        | Team dsm-firmenich DSM |
| ---------------------- | ----------------------------- | ---------------------- |
| Num                    | Coureuse                      | Pos                    |
| 71                     | Juliette Labous (FRA)         | 5e                     |
| 72                     | Pfeiffer Georgi (GBR) (route) | 26e                    |
| 73                     | Megan Jastrab (USA)           | 51e                    |
| 74                     | Elise Uijen (NED)             | 43e                    |
| 75                     | Églantine Rayer (FRA)         | 8e                     |
| 76                     | Anna van der Meiden (NED)     | AB                     |

| Lidl-Trek LTK | Lidl-Trek LTK                | Lidl-Trek LTK |
| ------------- | ---------------------------- | ------------- |
| Num           | Coureuse                     | Pos           |
| 81            | Amanda Spratt (AUS)          | 48e           |
| 82            | Elisa Balsamo (ITA)          | 15e           |
| 83            | Lizzie Deignan (GBR)         | 61e           |
| 85            | Brodie Chapman (AUS) (route) | AB            |
| 86            | Lisa Klein (GER)             | AB            |

| Team Jayco AlUla BEX | Team Jayco AlUla BEX      | Team Jayco AlUla BEX |
| -------------------- | ------------------------- | -------------------- |
| Num                  | Coureuse                  | Pos                  |
| 91                   | Ruby Roseman-Gannon (AUS) | 4e                   |
| 92                   | Alexandra Manly (AUS)     | 36e                  |
| 93                   | Teniel Campbell (TTO)     | 89e                  |
| 94                   | Letizia Paternoster (ITA) | 59e                  |
| 95                   | Wei Shi Chelsie Tan (SGP) | AB                   |

| Ceratizit-WNT Pro Cycling WNT | Ceratizit-WNT Pro Cycling WNT | Ceratizit-WNT Pro Cycling WNT |
| ----------------------------- | ----------------------------- | ----------------------------- |
| Num                           | Coureuse                      | Pos                           |
| 101                           | Cédrine Kerbaol (FRA)         | 30e                           |
| 102                           | Marta Lach (POL)              | 2e                            |
| 103                           | Alice Maria Arzuffi (ITA)     | 52e                           |
| 104                           | Laura Asencio (FRA)           | 64e                           |
| 105                           | Franziska Brauße (GER)        | AB                            |
| 106                           | Hanna Nilsson (SWE)           | 31e                           |

| Movistar Team MOV | Movistar Team MOV           | Movistar Team MOV |
| ----------------- | --------------------------- | ----------------- |
| Num               | Coureuse                    | Pos               |
| 111               | Liane Lippert (GER) (route) | 27e               |
| 112               | Arlenis Sierra (CUB)        | 22e               |
| 113               | Floortje Mackaij (NED)      | 45e               |
| 114               | Sara Martín (ESP)           | AB                |
| 115               | Jelena Erić (SRB) (route)   | 58e               |
| 116               | Aude Biannic (FRA)          | AB                |

| Cofidis COF | Cofidis COF                   | Cofidis COF |
| ----------- | ----------------------------- | ----------- |
| Num         | Coureuse                      | Pos         |
| 121         | Clara Koppenburg (GER)        | 38e         |
| 122         | Valentine Fortin (FRA)        | 94e         |
| 123         | Rachel Neylan (AUS)           | 24e         |
| 124         | Morgane Coston (FRA)          | 18e         |
| 125         | Špela Kern (SLO)              | 35e         |
| 126         | Gabrielle Pilote Fortin (CAN) | AB          |

| Human Powered Health HPW | Human Powered Health HPW         | Human Powered Health HPW |
| ------------------------ | -------------------------------- | ------------------------ |
| Num                      | Coureuse                         | Pos                      |
| 131                      | Audrey Cordon-Ragot (FRA)        | 12e                      |
| 132                      | Nina Buysman (NED)               | 92e                      |
| 133                      | Ántri Christofórou (CYP) (route) | AB                       |
| 134                      | Lily Williams (USA)              | 23e                      |
| 135                      | Alice Barnes (GBR)               | AB                       |
| 136                      | Marit Raaijmakers (NED)          | 46e                      |

| St Michel-Mavic-Auber 93 AUB | St Michel-Mavic-Auber 93 AUB | St Michel-Mavic-Auber 93 AUB |
| ---------------------------- | ---------------------------- | ---------------------------- |
| Num                          | Coureuse                     | Pos                          |
| 141                          | Simone Boilard (CAN)         | 25e                          |
| 142                          | Coralie Demay (FRA)          | 39e                          |
| 143                          | Dilyxine Miermont (FRA)      | AB                           |
| 144                          | Camille Fahy (FRA)           | 82e                          |
| 145                          | Célia Le Mouël (FRA)         | AB                           |
| 146                          | Sandrine Bideau (FRA)        | AB                           |

| EF Education-TIBCO-SVB TIB | EF Education-TIBCO-SVB TIB    | EF Education-TIBCO-SVB TIB |
| -------------------------- | ----------------------------- | -------------------------- |
| Num                        | Coureuse                      | Pos                        |
| 151                        | Alison Jackson (CAN) (route)  | 56e                        |
| 152                        | Kristabel Doebel-Hickok (USA) | 91e                        |
| 153                        | Letizia Borghesi (ITA)        | 17e                        |
| 154                        | Kathrin Hammes (GER)          | 80e                        |
| 155                        | Sara Poidevin (CAN)           | AB                         |
| 156                        | Clara Honsinger (USA)         | AB                         |

| Arkéa Pro Cycling Team ARK | Arkéa Pro Cycling Team ARK | Arkéa Pro Cycling Team ARK |
| -------------------------- | -------------------------- | -------------------------- |
| Num                        | Coureuse                   | Pos                        |
| 161                        | Megan Armitage (IRL)       | 70e                        |
| 162                        | Clara Emond (CAN)          | AB                         |
| 163                        | Maaike Coljé (NED)         | AB                         |
| 164                        | Amandine Fouquenet (FRA)   | AB                         |
| 165                        | Anastasiya Kolesava (BLR)  | 79e                        |
| 166                        | Anaïs Morichon (FRA)       | AB                         |

| Stade Rochelais Charente-Maritime CMW | Stade Rochelais Charente-Maritime CMW | Stade Rochelais Charente-Maritime CMW |
| ------------------------------------- | ------------------------------------- | ------------------------------------- |
| Num                                   | Coureuse                              | Pos                                   |
| 172                                   | Maëva Squiban (FRA)                   | AB                                    |
| 173                                   | Noémie Abgrall (FRA)                  | AB                                    |
| 174                                   | Lucy Gadd (GBR)                       | AB                                    |
| 175                                   | Marine Allione (FRA)                  | AB                                    |
| 176                                   | Floraine Bernard (FRA)                | AB                                    |

| Fenix-Deceuninck FED | Fenix-Deceuninck FED             | Fenix-Deceuninck FED |
| -------------------- | -------------------------------- | -------------------- |
| Num                  | Coureuse                         | Pos                  |
| 181                  | Christina Schweinberger (AUT)    | 6e                   |
| 182                  | Yara Kastelijn (NED)             | 34e                  |
| 183                  | Evy Kuijpers (NED)               | 78e                  |
| 185                  | Ceylin del Carmen Alvarado (NED) | 49e                  |
| 186                  | Sophie Wright (GBR)              | 69e                  |

| Uno-X Pro Cycling Team UXT | Uno-X Pro Cycling Team UXT      | Uno-X Pro Cycling Team UXT |
| -------------------------- | ------------------------------- | -------------------------- |
| Num                        | Coureuse                        | Pos                        |
| 191                        | Anouska Koster (NED)            | 87e                        |
| 192                        | Maria Giulia Confalonieri (ITA) | 19e                        |
| 193                        | Susanne Andersen (NOR) (route)  | 40e                        |
| 194                        | Marte Berg Edseth (NOR)         | 32e                        |
| 195                        | Hannah Ludwig (GER)             | 86e                        |
| 196                        | Wilma Olausson (SWE)            | 63e                        |

| AG Insurance-Soudal Quick-Step AGS | AG Insurance-Soudal Quick-Step AGS | AG Insurance-Soudal Quick-Step AGS |
| ---------------------------------- | ---------------------------------- | ---------------------------------- |
| Num                                | Coureuse                           | Pos                                |
| 201                                | Ashleigh Moolman (RSA)             | 11e                                |
| 203                                | Ally Wollaston (NZL) (route)       | 81e                                |
| 204                                | Julia Borgström (SWE)              | 65e                                |
| 205                                | Mireia Benito (ESP)                | 74e                                |
| 206                                | Anya Louw (AUS)                    | AB                                 |

| Coop-Hitec Products HPU | Coop-Hitec Products HPU       | Coop-Hitec Products HPU |
| ----------------------- | ----------------------------- | ----------------------- |
| Num                     | Coureuse                      | Pos                     |
| 211                     | Sigrid Ytterhus Haugset (NOR) | 90e                     |
| 212                     | Lucie Jounier (FRA)           | AB                      |
| 213                     | Sylvie Swinkels (NED)         | AB                      |
| 214                     | Stine Dale (NOR)              | 55e                     |
| 215                     | India Grangier (FRA)          | 60e                     |
| 216                     | Magdalene Lind (NOR)          | AB                      |

| Laboral Kutxa-Fundación Euskadi LKF | Laboral Kutxa-Fundación Euskadi LKF | Laboral Kutxa-Fundación Euskadi LKF |
| ----------------------------------- | ----------------------------------- | ----------------------------------- |
| Num                                 | Coureuse                            | Pos                                 |
| 221                                 | Debora Silvestri (ITA)              | 84e                                 |
| 222                                 | Nadia Quagliotto (ITA)              | AB                                  |
| 223                                 | Alba Teruel (ESP)                   | 75e                                 |
| 224                                 | Usoa Ostolaza (ESP)                 | 73e                                 |
| 225                                 | Marta Romeu (ESP)                   | 72e                                 |
| 226                                 | Aileen Schweikart (GER)             | AB                                  |

| Awol O'Shea AWO | Awol O'Shea AWO                | Awol O'Shea AWO |
| --------------- | ------------------------------ | --------------- |
| Num             | Coureuse                       | Pos             |
| 231             | Jessica Finney (GBR)           | 67e             |
| 233             | Hayley Simmonds (GBR)          | AB              |
| 234             | Francesca Morgans-Slader (GBR) | AB              |
| 235             | Connie Hayes (GBR)             | AB              |
| 236             | Cindy Pomares (FRA)            | AB              |

| Liv Racing TeqFind LIV | Liv Racing TeqFind LIV    | Liv Racing TeqFind LIV |
| ---------------------- | ------------------------- | ---------------------- |
| Num                    | Coureuse                  | Pos                    |
| 1                      | Mavi García (ESP) (route) | 14e                    |
| 2                      | Katia Ragusa (ITA)        | AB                     |
| 3                      | Quinty Ton (NED)          | 44e                    |
| 4                      | Tereza Neumanová (CZE)    | 57e                    |
| 6                      | Sabrina Stultiens (NED)   | 66e                    |

| UAE Team ADQ UAD | UAE Team ADQ UAD          | UAE Team ADQ UAD |
| ---------------- | ------------------------- | ---------------- |
| Num              | Coureuse                  | Pos              |
| 11               | Silvia Persico (ITA)      | 54e              |
| 12               | Eleonora Gasparrini (ITA) | AB               |
| 13               | Erica Magnaldi (ITA)      | 21e              |
| 14               | Sofia Bertizzolo (ITA)    | 3e               |
| 15               | Karolina Kumięga (POL)    | 53e              |
| 16               | Alena Amialiusik          | 41e              |

| Team Jumbo-Visma TJV | Team Jumbo-Visma TJV   | Team Jumbo-Visma TJV |
| -------------------- | ---------------------- | -------------------- |
| Num                  | Coureuse               | Pos                  |
| 21                   | Karlijn Swinkels (NED) | 7e                   |
| 22                   | Amber Kraak (NED)      | 20e                  |
| 23                   | Maud Oudeman (NED)     | 77e                  |
| 25                   | Kim Cadzow (NZL)       | 83e                  |

| FDJ-Suez FST | FDJ-Suez FST          | FDJ-Suez FST |
| ------------ | --------------------- | ------------ |
| Num          | Coureuse              | Pos          |
| 31           | Grace Brown (AUS)     | 71e          |
| 32           | Évita Muzic (FRA)     | 93e          |
| 33           | Loes Adegeest (NED)   | 16e          |
| 34           | Gladys Verhulst (FRA) | 85e          |
| 35           | Jade Wiel (FRA)       | 62e          |
| 36           | Marie Le Net (FRA)    | 50e          |

| Canyon-SRAM Racing CSR | Canyon-SRAM Racing CSR     | Canyon-SRAM Racing CSR |
| ---------------------- | -------------------------- | ---------------------- |
| Num                    | Coureuse                   | Pos                    |
| 42                     | Elise Chabbey (SUI)        | 10e                    |
| 43                     | Soraya Paladin (ITA)       | 28e                    |
| 44                     | Maike van der Duin (NED)   | 47e                    |
| 45                     | Pauliena Rooijakkers (NED) | 37e                    |
| 46                     | Sarah Roy (AUS)            | AB                     |

| Israel-Premier Tech Roland CGS | Israel-Premier Tech Roland CGS | Israel-Premier Tech Roland CGS |
| ------------------------------ | ------------------------------ | ------------------------------ |
| Num                            | Coureuse                       | Pos                            |
| 51                             | Tamara Dronova (route)         | 13e                            |
| 52                             | Claire Steels (GBR)            | 9e                             |
| 53                             | Elizabeth Stannard (AUS)       | 33e                            |
| 55                             | Alice Sharpe (IRL)             | 76e                            |
| 56                             | Mia Griffin (IRL)              | AB                             |

| SD Worx SDW | SD Worx SDW                     | SD Worx SDW |
| ----------- | ------------------------------- | ----------- |
| Num         | Coureuse                        | Pos         |
| 62          | Marlen Reusser (SUI) (route)    | 29e         |
| 63          | Mischa Bredewold (NED)          | 1re         |
| 64          | Christine Majerus (LUX) (route) | 68e         |
| 65          | Niamh Fisher-Black (NZL)        | 88e         |
| 66          | Elena Cecchini (ITA)            | 42e         |

| Team dsm-firmenich DSM | Team dsm-firmenich DSM        | Team dsm-firmenich DSM |
| ---------------------- | ----------------------------- | ---------------------- |
| Num                    | Coureuse                      | Pos                    |
| 71                     | Juliette Labous (FRA)         | 5e                     |
| 72                     | Pfeiffer Georgi (GBR) (route) | 26e                    |
| 73                     | Megan Jastrab (USA)           | 51e                    |
| 74                     | Elise Uijen (NED)             | 43e                    |
| 75                     | Églantine Rayer (FRA)         | 8e                     |
| 76                     | Anna van der Meiden (NED)     | AB                     |

| Lidl-Trek LTK | Lidl-Trek LTK                | Lidl-Trek LTK |
| ------------- | ---------------------------- | ------------- |
| Num           | Coureuse                     | Pos           |
| 81            | Amanda Spratt (AUS)          | 48e           |
| 82            | Elisa Balsamo (ITA)          | 15e           |
| 83            | Lizzie Deignan (GBR)         | 61e           |
| 85            | Brodie Chapman (AUS) (route) | AB            |
| 86            | Lisa Klein (GER)             | AB            |

| Team Jayco AlUla BEX | Team Jayco AlUla BEX      | Team Jayco AlUla BEX |
| -------------------- | ------------------------- | -------------------- |
| Num                  | Coureuse                  | Pos                  |
| 91                   | Ruby Roseman-Gannon (AUS) | 4e                   |
| 92                   | Alexandra Manly (AUS)     | 36e                  |
| 93                   | Teniel Campbell (TTO)     | 89e                  |
| 94                   | Letizia Paternoster (ITA) | 59e                  |
| 95                   | Wei Shi Chelsie Tan (SGP) | AB                   |

| Ceratizit-WNT Pro Cycling WNT | Ceratizit-WNT Pro Cycling WNT | Ceratizit-WNT Pro Cycling WNT |
| ----------------------------- | ----------------------------- | ----------------------------- |
| Num                           | Coureuse                      | Pos                           |
| 101                           | Cédrine Kerbaol (FRA)         | 30e                           |
| 102                           | Marta Lach (POL)              | 2e                            |
| 103                           | Alice Maria Arzuffi (ITA)     | 52e                           |
| 104                           | Laura Asencio (FRA)           | 64e                           |
| 105                           | Franziska Brauße (GER)        | AB                            |
| 106                           | Hanna Nilsson (SWE)           | 31e                           |

| Movistar Team MOV | Movistar Team MOV           | Movistar Team MOV |
| ----------------- | --------------------------- | ----------------- |
| Num               | Coureuse                    | Pos               |
| 111               | Liane Lippert (GER) (route) | 27e               |
| 112               | Arlenis Sierra (CUB)        | 22e               |
| 113               | Floortje Mackaij (NED)      | 45e               |
| 114               | Sara Martín (ESP)           | AB                |
| 115               | Jelena Erić (SRB) (route)   | 58e               |
| 116               | Aude Biannic (FRA)          | AB                |

| Cofidis COF | Cofidis COF                   | Cofidis COF |
| ----------- | ----------------------------- | ----------- |
| Num         | Coureuse                      | Pos         |
| 121         | Clara Koppenburg (GER)        | 38e         |
| 122         | Valentine Fortin (FRA)        | 94e         |
| 123         | Rachel Neylan (AUS)           | 24e         |
| 124         | Morgane Coston (FRA)          | 18e         |
| 125         | Špela Kern (SLO)              | 35e         |
| 126         | Gabrielle Pilote Fortin (CAN) | AB          |

| Human Powered Health HPW | Human Powered Health HPW         | Human Powered Health HPW |
| ------------------------ | -------------------------------- | ------------------------ |
| Num                      | Coureuse                         | Pos                      |
| 131                      | Audrey Cordon-Ragot (FRA)        | 12e                      |
| 132                      | Nina Buysman (NED)               | 92e                      |
| 133                      | Ántri Christofórou (CYP) (route) | AB                       |
| 134                      | Lily Williams (USA)              | 23e                      |
| 135                      | Alice Barnes (GBR)               | AB                       |
| 136                      | Marit Raaijmakers (NED)          | 46e                      |

| St Michel-Mavic-Auber 93 AUB | St Michel-Mavic-Auber 93 AUB | St Michel-Mavic-Auber 93 AUB |
| ---------------------------- | ---------------------------- | ---------------------------- |
| Num                          | Coureuse                     | Pos                          |
| 141                          | Simone Boilard (CAN)         | 25e                          |
| 142                          | Coralie Demay (FRA)          | 39e                          |
| 143                          | Dilyxine Miermont (FRA)      | AB                           |
| 144                          | Camille Fahy (FRA)           | 82e                          |
| 145                          | Célia Le Mouël (FRA)         | AB                           |
| 146                          | Sandrine Bideau (FRA)        | AB                           |

| EF Education-TIBCO-SVB TIB | EF Education-TIBCO-SVB TIB    | EF Education-TIBCO-SVB TIB |
| -------------------------- | ----------------------------- | -------------------------- |
| Num                        | Coureuse                      | Pos                        |
| 151                        | Alison Jackson (CAN) (route)  | 56e                        |
| 152                        | Kristabel Doebel-Hickok (USA) | 91e                        |
| 153                        | Letizia Borghesi (ITA)        | 17e                        |
| 154                        | Kathrin Hammes (GER)          | 80e                        |
| 155                        | Sara Poidevin (CAN)           | AB                         |
| 156                        | Clara Honsinger (USA)         | AB                         |

| Arkéa Pro Cycling Team ARK | Arkéa Pro Cycling Team ARK | Arkéa Pro Cycling Team ARK |
| -------------------------- | -------------------------- | -------------------------- |
| Num                        | Coureuse                   | Pos                        |
| 161                        | Megan Armitage (IRL)       | 70e                        |
| 162                        | Clara Emond (CAN)          | AB                         |
| 163                        | Maaike Coljé (NED)         | AB                         |
| 164                        | Amandine Fouquenet (FRA)   | AB                         |
| 165                        | Anastasiya Kolesava (BLR)  | 79e                        |
| 166                        | Anaïs Morichon (FRA)       | AB                         |

| Stade Rochelais Charente-Maritime CMW | Stade Rochelais Charente-Maritime CMW | Stade Rochelais Charente-Maritime CMW |
| ------------------------------------- | ------------------------------------- | ------------------------------------- |
| Num                                   | Coureuse                              | Pos                                   |
| 172                                   | Maëva Squiban (FRA)                   | AB                                    |
| 173                                   | Noémie Abgrall (FRA)                  | AB                                    |
| 174                                   | Lucy Gadd (GBR)                       | AB                                    |
| 175                                   | Marine Allione (FRA)                  | AB                                    |
| 176                                   | Floraine Bernard (FRA)                | AB                                    |

| Fenix-Deceuninck FED | Fenix-Deceuninck FED             | Fenix-Deceuninck FED |
| -------------------- | -------------------------------- | -------------------- |
| Num                  | Coureuse                         | Pos                  |
| 181                  | Christina Schweinberger (AUT)    | 6e                   |
| 182                  | Yara Kastelijn (NED)             | 34e                  |
| 183                  | Evy Kuijpers (NED)               | 78e                  |
| 185                  | Ceylin del Carmen Alvarado (NED) | 49e                  |
| 186                  | Sophie Wright (GBR)              | 69e                  |

| Uno-X Pro Cycling Team UXT | Uno-X Pro Cycling Team UXT      | Uno-X Pro Cycling Team UXT |
| -------------------------- | ------------------------------- | -------------------------- |
| Num                        | Coureuse                        | Pos                        |
| 191                        | Anouska Koster (NED)            | 87e                        |
| 192                        | Maria Giulia Confalonieri (ITA) | 19e                        |
| 193                        | Susanne Andersen (NOR) (route)  | 40e                        |
| 194                        | Marte Berg Edseth (NOR)         | 32e                        |
| 195                        | Hannah Ludwig (GER)             | 86e                        |
| 196                        | Wilma Olausson (SWE)            | 63e                        |

| AG Insurance-Soudal Quick-Step AGS | AG Insurance-Soudal Quick-Step AGS | AG Insurance-Soudal Quick-Step AGS |
| ---------------------------------- | ---------------------------------- | ---------------------------------- |
| Num                                | Coureuse                           | Pos                                |
| 201                                | Ashleigh Moolman (RSA)             | 11e                                |
| 203                                | Ally Wollaston (NZL) (route)       | 81e                                |
| 204                                | Julia Borgström (SWE)              | 65e                                |
| 205                                | Mireia Benito (ESP)                | 74e                                |
| 206                                | Anya Louw (AUS)                    | AB                                 |

| Coop-Hitec Products HPU | Coop-Hitec Products HPU       | Coop-Hitec Products HPU |
| ----------------------- | ----------------------------- | ----------------------- |
| Num                     | Coureuse                      | Pos                     |
| 211                     | Sigrid Ytterhus Haugset (NOR) | 90e                     |
| 212                     | Lucie Jounier (FRA)           | AB                      |
| 213                     | Sylvie Swinkels (NED)         | AB                      |
| 214                     | Stine Dale (NOR)              | 55e                     |
| 215                     | India Grangier (FRA)          | 60e                     |
| 216                     | Magdalene Lind (NOR)          | AB                      |

| Laboral Kutxa-Fundación Euskadi LKF | Laboral Kutxa-Fundación Euskadi LKF | Laboral Kutxa-Fundación Euskadi LKF |
| ----------------------------------- | ----------------------------------- | ----------------------------------- |
| Num                                 | Coureuse                            | Pos                                 |
| 221                                 | Debora Silvestri (ITA)              | 84e                                 |
| 222                                 | Nadia Quagliotto (ITA)              | AB                                  |
| 223                                 | Alba Teruel (ESP)                   | 75e                                 |
| 224                                 | Usoa Ostolaza (ESP)                 | 73e                                 |
| 225                                 | Marta Romeu (ESP)                   | 72e                                 |
| 226                                 | Aileen Schweikart (GER)             | AB                                  |

| Awol O'Shea AWO | Awol O'Shea AWO                | Awol O'Shea AWO |
| --------------- | ------------------------------ | --------------- |
| Num             | Coureuse                       | Pos             |
| 231             | Jessica Finney (GBR)           | 67e             |
| 233             | Hayley Simmonds (GBR)          | AB              |
| 234             | Francesca Morgans-Slader (GBR) | AB              |
| 235             | Connie Hayes (GBR)             | AB              |
| 236             | Cindy Pomares (FRA)            | AB              |